# Ben Lane
Ben Lane (* 13. Juli 1997 in Kingston upon Thames) ist ein englischer Badmintonspieler. 

## Karriere
Ben Lane siegte 2014 bei den Hungarian International, 2014 und 2015 bei den Slovak International sowie 2016 bei den Spanish International. 2017 wurde er erstmals nationaler Meister. 2017 siegte er ebenfalls bei den Italian International. Bei den Slovenia International 2016 wurde er ebenso Dritter wie bei den Scottish Open 2017 und 2018. Im Doppel wurde er bei den All England 2020 und 2021 jeweils 17. 2021 qualifizierte er sich für die Olympischen Sommerspiele des gleichen Jahres im Doppel mit Sean Vendy. Dort schieden sie in der Vorrunde aus.

## Sportliche Erfolge
| Saison | Veranstaltung                    | Disziplin | Platz | Name                     |
| ------ | -------------------------------- | --------- | ----- | ------------------------ |
| 2014   | Europameisterschaft U17 2014     | MD        | 1     | Matthew Clare / Ben Lane |
| 2014   | Englische Meisterschaft U19 2014 | MD        | 1     | Sean Vendy / Ben Lane    |
| 2014   | Danish Junior Cup 2014           | XD        | 3     | Ben Lane / Jessica Pugh  |
| 2014   | Slovak International 2014        | MD        | 1     | Ben Lane / Sean Vendy    |
| 2014   | Europameisterschaft U17 2014     | XD        | 1     | Ben Lane / Jessica Pugh  |
| 2014   | Hungarian International 2014     | XD        | 1     | Ben Lane / Jessica Pugh  |
| 2015   | German Junior International 2015 | MD        | 2     | Ben Lane / Sean Vendy    |
| 2015   | Slovak International 2015        | XD        | 1     | Ben Lane / Jessica Pugh  |
| 2015   | Europameisterschaft U19 2015     | MD        | 2     | Ben Lane / Sean Vendy    |
| 2015   | Englische Meisterschaft 2015     | XD        | 3     | Ben Lane / Jessica Pugh  |
| 2015   | Englische Meisterschaft 2015     | MD        | 3     | Ben Lane / Sean Vendy    |
| 2015   | Englische Meisterschaft U19 2015 | XD        | 1     | Ben Lane / Jessica Pugh  |
| 2015   | Englische Meisterschaft U19 2015 | MD        | 1     | Sean Vendy / Ben Lane    |
| 2015   | Europameisterschaft U19 2015     | XD        | 3     | Ben Lane / Jessica Pugh  |
| 2016   | Englische Meisterschaft 2016     | XD        | 3     | Ben Lane / Jessica Pugh  |
| 2016   | Spanish International 2016       | XD        | 1     | Ben Lane / Jessica Pugh  |
| 2016   | Slovenian International 2016     | MD        | 3     | Ben Lane / Sean Vendy    |
| 2016   | Dutch International 2016         | XD        | 2     | Ben Lane / Jessica Pugh  |
| 2016   | Romanian International 2016      | XD        | 3     | Ben Lane / Jessica Pugh  |
| 2017   | Weltmeisterschaft 2017           | XD        | 17    | Ben Lane / Jessica Pugh  |
| 2017   | US Open 2017                     | XD        | 3     | Ben Lane / Jessica Pugh  |
| 2017   | Englische Meisterschaft 2017     | XD        | 1     | Ben Lane / Jessica Pugh  |
| 2017   | Dutch Open 2017                  | XD        | 3     | Ben Lane / Jessica Pugh  |
| 2017   | Scottish Open 2017               | MD        | 3     | Ben Lane / Sean Vendy    |
| 2017   | Englische Meisterschaft 2017     | MD        | 2     | Ben Lane / Sean Vendy    |
| 2017   | Italian International 2017       | XD        | 1     | Ben Lane / Jessica Pugh  |
| 2018   | US Open 2018                     | XD        | 3     | Ben Lane / Jessica Pugh  |
| 2018   | All England 2018                 | XD        | 17    | Ben Lane / Jessica Pugh  |
| 2018   | Scottish Open 2018               | MD        | 3     | Ben Lane / Sean Vendy    |
| 2018   | Weltmeisterschaft 2018           | XD        | 33    | Ben Lane / Jessica Pugh  |
| 2019   | Denmark International 2019       | MD        | 2     | Ben Lane / Sean Vendy    |
| 2019   | All England 2019                 | XD        | 9     | Ben Lane / Jessica Pugh  |
| 2019   | Polish Open 2019                 | XD        | 1     | Ben Lane / Jessica Pugh  |
| 2019   | Denmark International 2019       | XD        | 3     | Ben Lane / Jessica Pugh  |
| 2019   | US Open 2019                     | XD        | 3     | Ben Lane / Jessica Pugh  |
| 2019   | Englische Meisterschaft 2019     | XD        | 1     | Ben Lane / Jessica Pugh  |
| 2019   | Englische Meisterschaft 2019     | MD        | 1     | Ben Lane / Sean Vendy    |
| 2019   | Polish Open 2019                 | MD        | 2     | Ben Lane / Sean Vendy    |
| 2020   | All England 2020                 | MD        | 17    | Ben Lane / Sean Vendy    |
| 2021   | All England 2021                 | MD        | 17    | Ben Lane / Sean Vendy    |
| 2021   | Olympische Spiele 2020           | MD        | 13    | Ben Lane / Sean Vendy    |